# موزه تاریخ استونی
موزه تاریخ استونی (به استونیایی: Eesti Ajaloomuuseum) موزه دربارهٔ تاریخ کشور استونی است که در شهر تالین قرار دارد.
این موزه توسط دکتر یوهان بورچارد (۱۷۷۶ – ۱۸۳۸) در نیمه اول قرن ۱۸ میلادی پایه‌گذاری شده‌است و وسایلی از ارتش استونی همانند لباس‌های فرم و اسلحه در آن نگه‌داری می‌شود.

## ساختمان‌ها

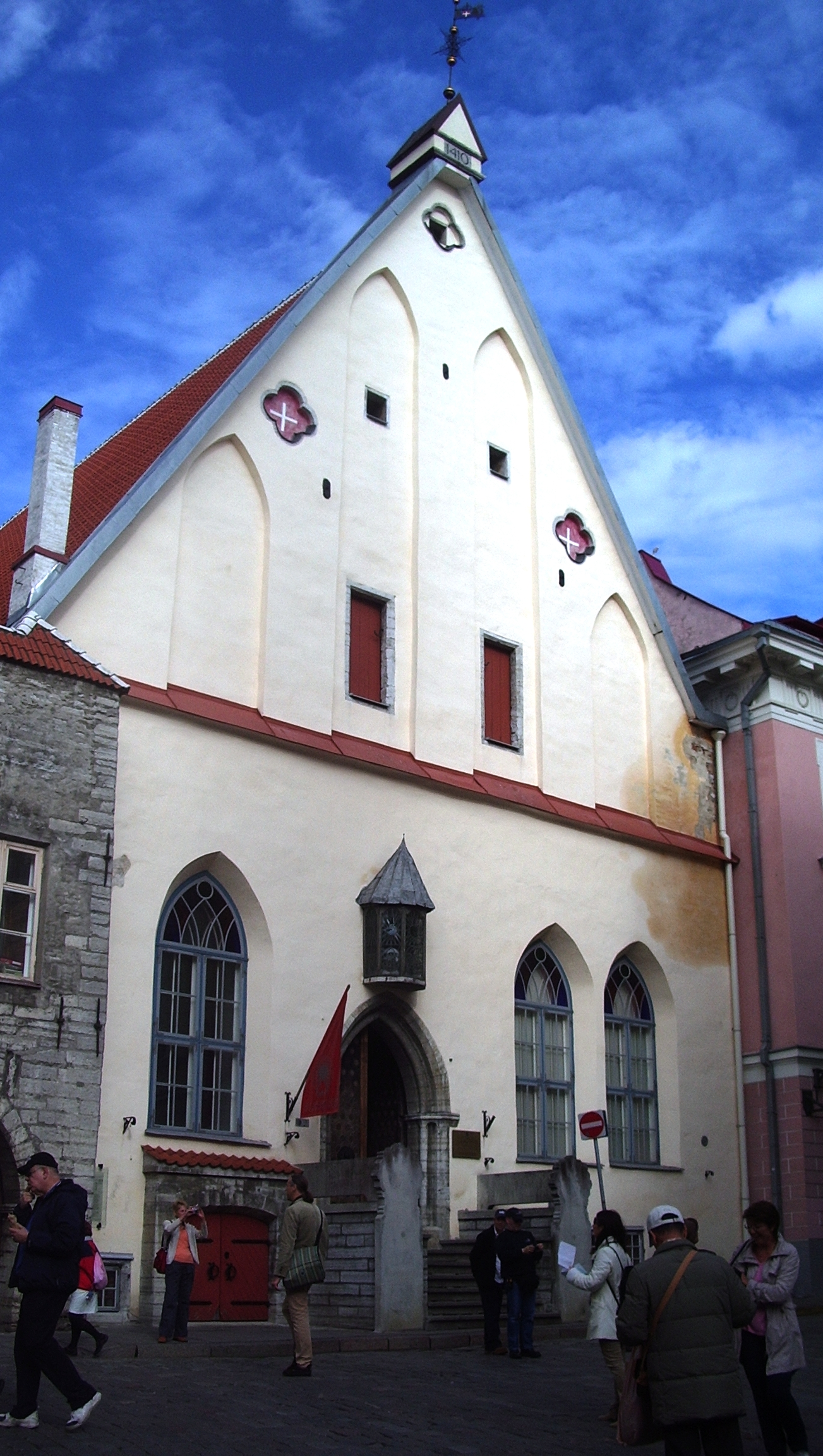
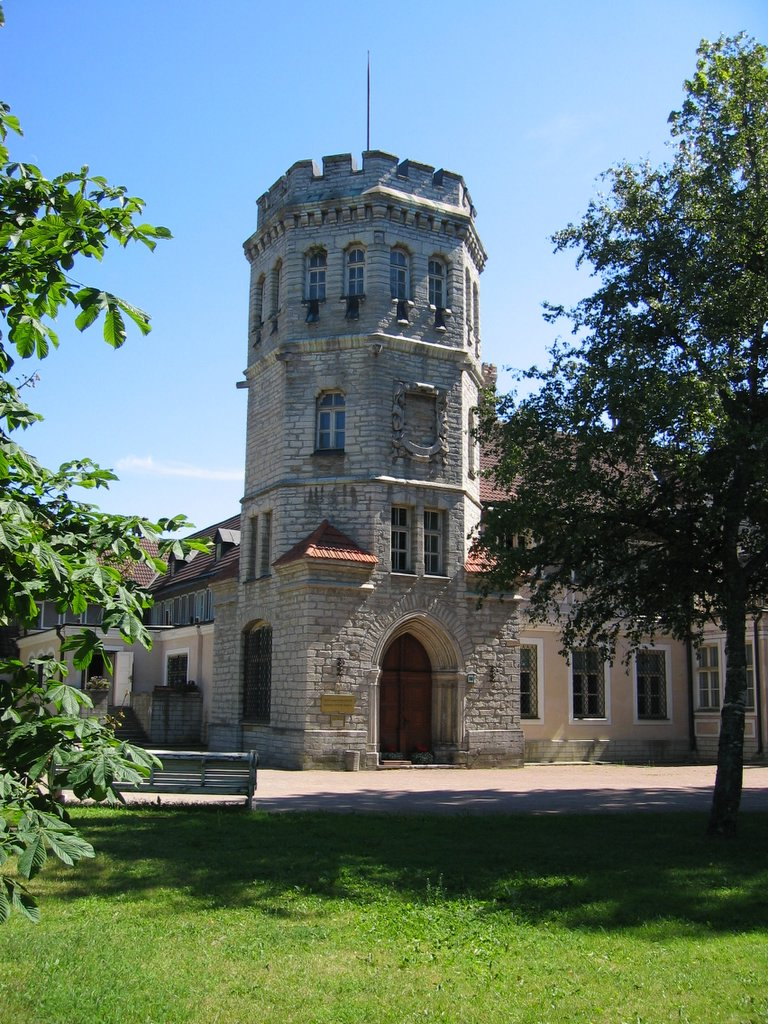